# Perclorat de cesi
Perclorat de cesi, CsClO₄, és un perclorat de cesi. Forma cristalls blancs, que són escassament solubles en aigua freda i etanol. Es dissol més fàcilment en aigua calenta.
CsClO₄ és el menys soluble dels perclorats de metalls alcalins (seguit de Rb, K, Li i Na), una propietat que pot ser útil per als propòsits de separació i fins i tot per a l'anàlisi gravimètric. Aquesta baixa solubilitat va tenir un paper important en la caracterització de franci com un metall alcalí, tal com el perclorat de franci coprecipita amb el perclorat de cesi.
| Temperatura (°C)         | 0   | 8,5  | 14   | 25    | 40    | 50   | 60   | 70   | 99    |
| Solubilitat (g / 100 ml) | 0,8 | 0,91 | 1,91 | 1,974 | 3,694 | 5,47 | 7,30 | 9,79 | 28,57 |

Quan s'escalfa, CsClO4 es descompon a clorur de cesi per sobre de 250 ° C. Com tots els perclorats, és un oxidant fort i pot reaccionar violentament amb agents i materials orgànics de reducció, especialment a temperatures elevades.